# Paulo Ricardo
Paulo Ricardo Oliveira Nery de Medeiros (Rio de Janeiro, 23 de setembro de 1962)  é um cantor, compositor, músico e ator brasileiro. Entre 1983 e 2017, foi vocalista da banda RPM.

## Biografia

### Início na Música e Jornalismo
Nasceu no Rio de Janeiro, no bairro da Urca, filho do engenheiro Waldeck Nery de Medeiros e da professora Sônia Oliveira. A sua relação com a música começou cedo. Aos cinco anos de idade, foi levado por sua professora do jardim de infância para se apresentar no programa de televisão A Hora do Tio Vinícius, da TV Globo, apresentado por Augusto César Vannucci.
Depois de morar no Rio de Janeiro, Brasília e Florianópolis, montou sua primeira banda em 1978, em São Paulo, com o amigo Ismael. A banda chamava-se Trilha Sonora. Cursou Jornalismo na ECA da USP e após conhecer o tecladista Luiz Schiavon, formou uma nova banda, Aura, sem resultados expressivos.
Em 1982 foi para Londres, onde escrevia a coluna "Via aérea", sobre música europeia, para a revista SomTrês e teve contato com as cenas tecnopop, new wave e o pós-punk, além dos expoentes do pop/rock britânico. As constantes correspondências com Luiz Schiavon, no Brasil, mantinham a amizade/parceria iniciada em 1978.

### RPM
Após seis meses na Europa, voltou para o Brasil e com Schiavon montou a banda RPM, juntamente com o guitarrista Fernando Deluqui e o baterista Moreno Junior, substituído em seguida por Paulo P. A. Pagni. O RPM começou a se apresentar em várias casas noturnas paulistanas e chamou atenção das gravadoras. Fechou um contrato inédito para cinco álbuns com a CBS. O disco Revoluções por Minuto foi gravado nos Estúdios Transamérica, em São Paulo, entre 1984 e 1985, com produção de Luiz Carlos Maluly. O disco vendeu mais de 600 mil cópias.
Em 1986, lançaram o álbum ao vivo Rádio Pirata ao Vivo, dirigido por Ney Matogrosso, que vendeu mais de 2,7 milhões de cópias por todo o país.
Em 1988, lançaram o álbum RPM (conhecido como Quatro Coiotes), que embora tenha vendido mais 200 mil cópias, não evitou que a banda acabasse no ano seguinte.

### Carreira Solo
Com o fim do RPM, Paulo Ricardo decidiu seguir em carreira solo. O primeiro trabalho foi produzido e arranjado por ele, juntamente com Fernando Deluqui e Guilherme Canaes. Lançado em 1989 e intitulado Paulo Ricardo, trazia os hits “A um Passo da Eternidade” e “A Fina Poeira do Ar” com participação de Rita Lee.
Em 1991, é lançado seu segundo álbum, Psico Trópico, produzido por Liminha.
Em 1993, o trabalho seguinte teve o nome do RPM – Paulo Ricardo & RPM. Produzido por Mayrton Bahia e coproduzido por Guilherme Canaes, contava com Marco da Costa na bateria e Franco Jr. nos teclados. Na guitarra estava novamente Fernando Deluqui, que participou do álbum e na composição das canções. Destaque para “Ninfa”, música em parceria com Paulo P.A. Pagni.

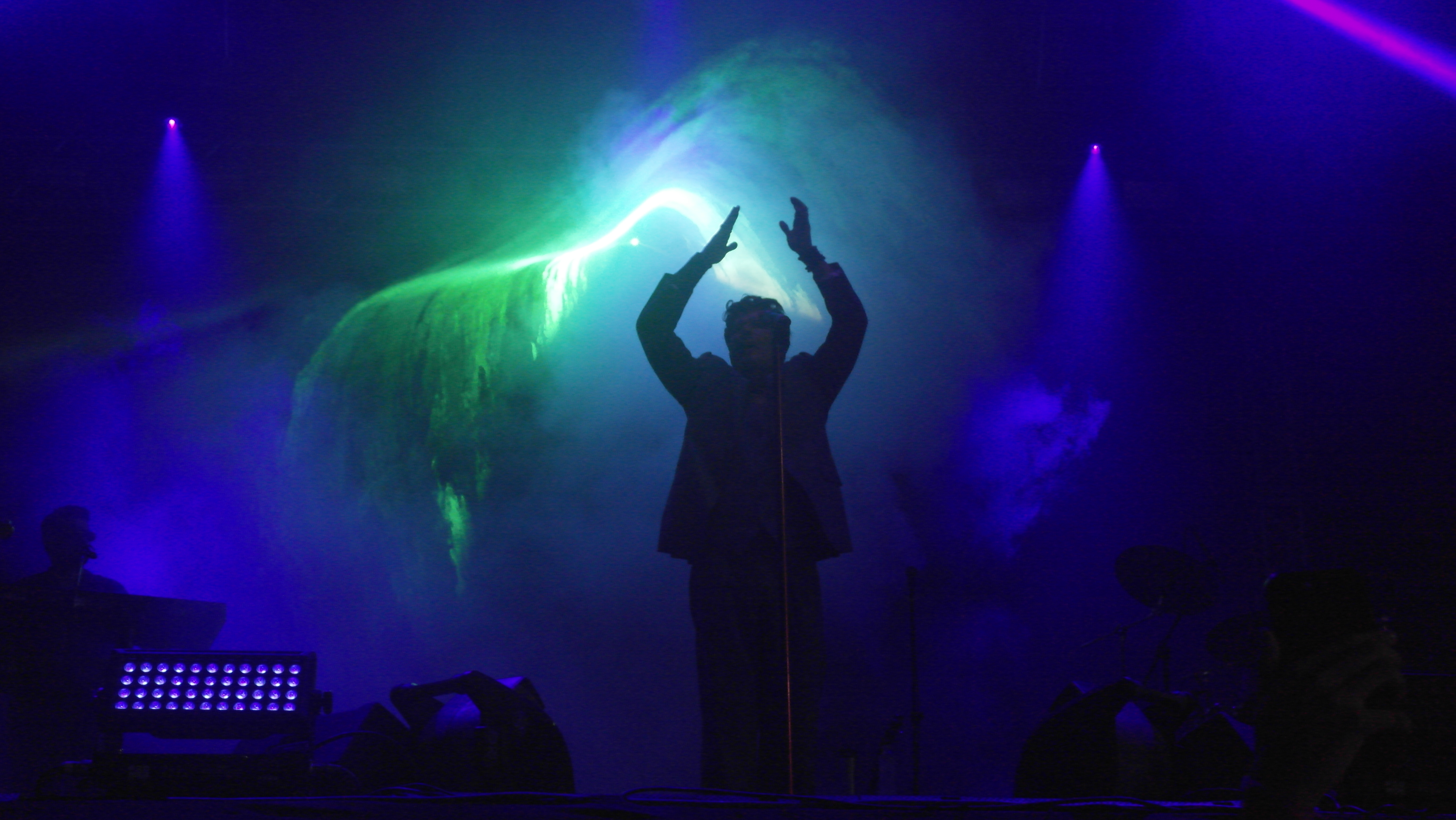
Paulo Ricardo ao vivo em Angra dos Reis (2024)

Em 1996, lançou o trabalho Rock Popular Brasileiro, onde fez uma releitura de vários clássicos do rock e do pop nacional. A participação de Renato Russo em “A Cruz e a Espada” se tornou um hit, 9 anos após seu lançamento com o RPM.
A partir daí, a carreira de Paulo Ricardo começou à trilhar o caminho do pop-romântico, mostrando a influência que Roberto Carlos sempre teve em sua adolescência. O álbum O Amor Me Escolheu, de 1997, mostra esta tendência e nele Paulo Ricardo gravou sucessos de Djavan, Jorge Ben Jor e Fagner, apresentando o hit “Dois” em parceria com Michael Sullivan. Esta canção foi incluída na trilha sonora da novela Corpo Dourado, da Rede Globo, em 1998. “Dois” foi eleita a música mais tocada no Brasil naquele ano. A canção “Tudo por nada” - versão em português para “My heart can´t tell you no”, gravada por Rod Stewart em 1988 - foi o tema de abertura da novela Pérola Negra, do SBT, em 1998.
Com Amor de Verdade, de 1999, Paulo Ricardo expôs todo seu lado romântico e fez uma homenagem à Roberto Carlos. O trabalho é permeado por regravações do Rei e com destaque para a inédita "Como se fosse a primeira vez", parceria com Michael Sullivan, onde os compositores utilizaram títulos de músicas de Roberto Carlos para compor a canção. Já a música “Sonho Lindo” foi abertura da novela A Usurpadora, do SBT, em 1999.
O álbum Paulo Ricardo, marcado novamente pelo conteúdo romântico, foi lançado pela Universal no ano 2000 e trouxe 13 canções, das quais 11 foram compostas com o parceiro Michael Sullivan.
Em 2001, Paulo Ricardo regravou “Imagine”, música de John Lennon, que foi tema da novela Estrela-Guia, da Rede Globo. A regravação e a versão em português foi autorizada pessoalmente à Paulo Ricardo por Yoko Ono, viúva do ex-Beatle.

### Reunião do RPM
Ainda em 2001, Paulo Ricardo voltou a trabalhar com os parceiros do RPM e lançou o single Vida Real. No final do mesmo ano teve início o trabalho com a MTV para lançamento de um especial do RPM com CD e DVD. O álbum "MTV RPM 2002", foi gravado ao vivo no Teatro Procópio Ferreira, em São Paulo, nos dias 26 e 27 de março 2002. O trabalho vendeu mais de 300 mil cópias do CD e 50 mil cópias do DVD.

### Outros trabalhos

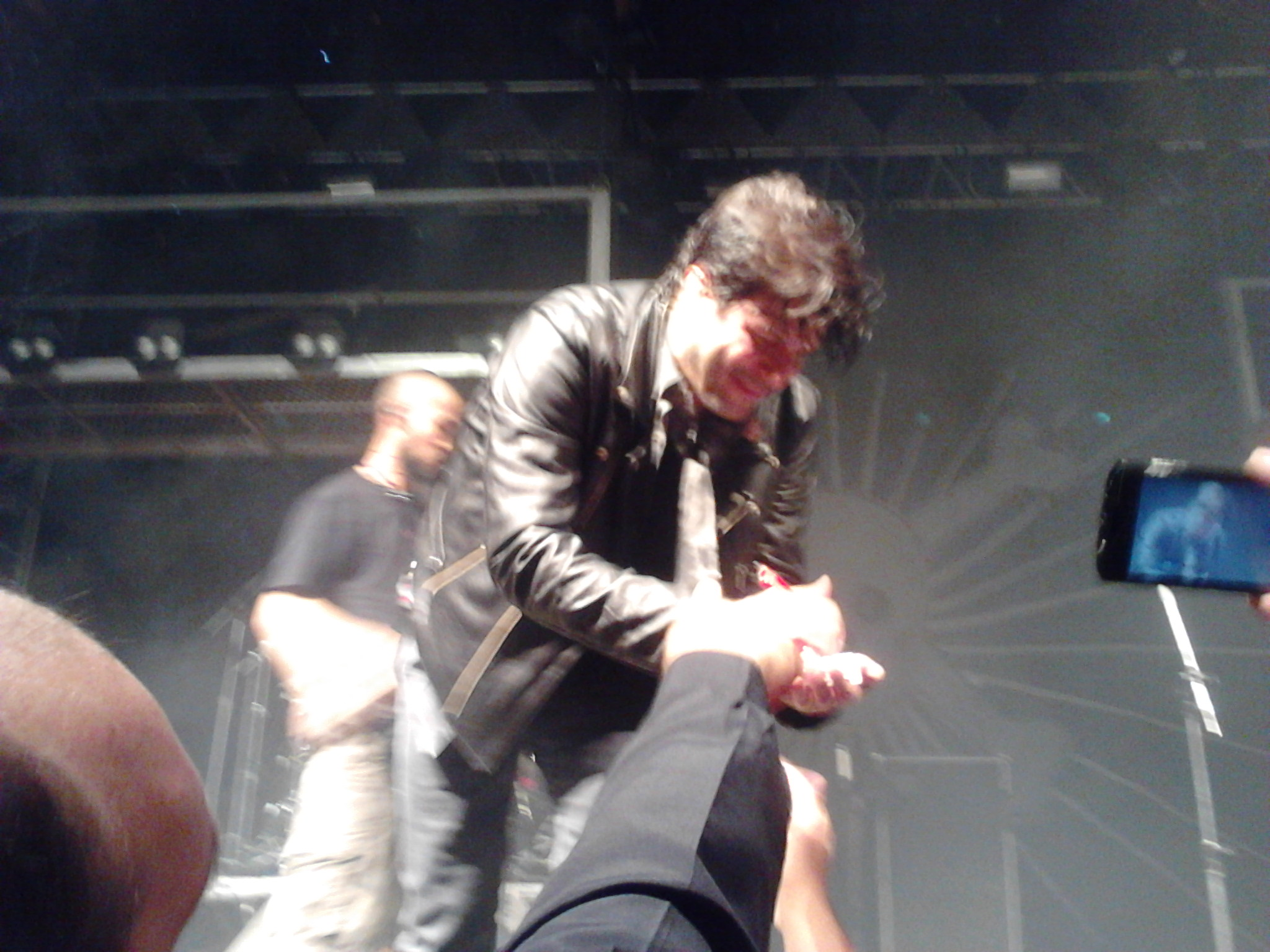
Paulo Ricardo em show no Rio de Janeiro em 2011

O ano de 2002 foi repleto de realizações. A DreamWorks convidou Paulo Ricardo para fazer a trilha sonora da versão brasileira do filme Spirit: O Corcel Indomável, que teve a versão original em inglês gravada pelo cantor Bryan Adams. Com este trabalho, gravado em São Paulo pelo velho companheiro Guilherme Canaes, Paulo Ricardo recebeu o prêmio da DreamWorks por melhor performance vocal internacional na tradução de Spirit. Em novembro, do mesmo ano, Paulo Ricardo iniciou sua participação, como ator, na novela Esperança, da Rede Globo, no papel de Samuel, par romântico de Camille, interpretada por Ana Paula Arósio. Além disso, compôs e interpretou com o RPM a música “Onde está meu amor?”, música tema da personagem de Nina, interpretada por Maria Fernanda Cândido.
Ainda em 2002, o single "Vida Real" virou tema de abertura do reality show Big Brother Brasil. A música se mantem como tema do programa até os dias de hoje, ganhando diversas regravações ao longo do tempo.
Em 2003, após divergências entre os integrantes, o RPM novamente foi desfeito. Paulo Ricardo retomou o trabalho como cantor e iniciou um novo projeto: o grupo PR.5. A banda foi formada pelo próprio Paulo Ricardo, Paulo P.A. Pagni, Jax Molina (ex-DeFalla), Juninho, Paulinho Pessoa e Yann Laouenan (ex-Metrô). Em 2004, foi lançado o trabalho Zum Zum. Em 2005, com a banda PR.5, lançou o CD e DVD Acoustic Live, onde interpretou sucessos internacionais de bandas e cantores que tiveram alguma influência na fase inicial de sua formação musical. Neste trabalho, destacam-se as interpretações de “Beautiful Girls” do INXS, "Tonight's the Night (Gonna Be Alright)" de Rod Stewart, "Wicked Game" do Chris Isaak, "Is This Love" de Bob Marley, “Your Song” de Elton John, entre outros. Traz ainda a participação especial de Toquinho em "Quiet Nights Of Quiet Stars (Corcovado)", fazendo uma parceira pouco vista entre um cantor da MPB e um astro do BRock.
Em novembro de 2006, Paulo Ricardo lançou o CD Prisma, nome de sua primeira banda. O novo trabalho apresentou canções inéditas de sua autoria e de vários parceiros. O CD também marcou a volta da parceria com Luiz Schiavon na canção “O dia D, a Hora H”. O trabalho foi indicado em 2007 ao prêmio Grammy Latino, na categoria "melhor álbum pop contemporâneo".
Em dezembro de 2007, é lançado o livro Revelações Por Minuto, de autoria de Marcelo Leite de Moraes com fotos de Rui Mendes, contando a história do RPM.
Em julho de 2008, foi lançado um box comemorativo dos 25 anos do RPM, contendo os três álbuns da banda, um CD de raridades e um DVD com o show “Rádio Pirata”, de 1986, no Anhembi, em São Paulo, e gravações de programas como Cassino do Chacrinha, Mixto Quente e Globo Repórter.
Em 2010, a Rede Globo produziu o especial Por Toda Minha Vida sobre o RPM. O programa apresentou a trajetória da banda do início até o fim em 1989. Com depoimentos dos próprios músicos e de pessoas ligadas à história da banda, o programa foi um estopim para um novo retorno.

### Novo retorno do RPM
No início de 2011, Paulo Ricardo e Luiz Schiavon já estavam compondo novas canções e ensaiando com Fernando Deluqui e Paulo P.A. Pagni. O show que marcou o retorno foi no encerramento da Virada Cultural, em São Paulo, no dia 17 de abril de 2011. O lançamento oficial da nova turnê da banda foi no dia 20 de maio do mesmo ano, no Credicard Hall, em São Paulo, apresentando as novas canções e os clássicos dos anos 1980.
Já o lançamento do álbum Elektra ocorreu no dia 18 de novembro de 2011, no Citibank Hall, no Rio de Janeiro. Este trabalho trouxe um CD duplo com 12 canções inéditas, com destaque para “Dois Olhos Verdes”, “Muito Tudo”, “Ela é Demais (Pra mim)” e a regravação de “Ninfa”. O segundo CD é composto por sete, das doze canções inéditas, remixadas pelo DJ Joe K. O álbum foi indicado ao Grammy Latino de 2012.

### Carreira como ator
Interpretou o personagem Samuel na telenovela Esperança, exibida pela Rede Globo de 2002 à 2003. Sua participação na novela rendeu à emissora 43 pontos de pico.
Em 2013, fez o personagem Rico na série Surtadas na Yoga do canal GNT.
Em 2014, fez uma participação no filme Apneia, onde foi dirigido por Mauricio Eça.
Em 2017, fez uma participação na novela Rock Story, onde foi dirigido por Dennis Carvalho.
Em 2021, parte em turnê com o show comemorativo "Rádio Pirata ao Vivo - 35 anos". No mesmo ano, lança o álbum ao vivo "Sex on the beach", captado em maio de 2018, sob direção de Paulo Henrique Fontenelle, em apresentação do cantor na casa Imperator.

### Vida pessoal
Tem duas irmãs que se chamam Cristiane e Rosane.
Foi casado (oficialmente) de 2012 a outubro de 2017 com a empresária Gabriela Verdeja Birman (e 12 anos de relacionamento), com quem teve três filhos: Isabela, Luis Eduardo e Diana. Também é pai de Paola, de outro relacionamento.
Desde 2018, tem um relacionamento amoroso com a fotógrafa Isabella Pinheiro.
É torcedor do Fluminense.

## Carreira

### Televisão
- 1999 - Pérola Negra.... Intérprete
- 2003 - Esperança.... Samuel
- 2013 - Surtadas na Yoga.... Rico
- 2015 - Superstar.... Jurado[14][15]
- 2017 - Rock Story.... Participação
- 2017 - Popstar.... Jurado
- 2018 - Show dos Famosos.... Participante [16]
- 2025 - BBB: O Documentário.... Entrevistado [17]

### Cinema
- 2021 - Sing 2.... Clay (voz)

## Discografia

### Solo

#### Álbuns de estúdio
| Álbum                                  | Detalhes                                                                      | Certificados   |
| -------------------------------------- | ----------------------------------------------------------------------------- | -------------- |
| Paulo Ricardo                          | - Lançamento: 7 de agosto de 1989 - Formatos: CD, K7, LP - Gravadora:Epic     |                |
| Psico Trópico                          | - Lançamento: 1991 - Formatos: CD, K7, LP - Gravadora: Sony Music             |                |
| Rock Popular Brasileiro                | - Lançamento: 1996 - Formatos: CD, K7, LP - Gravadora: Globo, Polydor         |                |
| O Amor Me Escolheu                     | - Lançamento: 1997 - Formatos: CD - Gravadora: Mercury Records                | - PMB: Platina |
| La Cruz Y La Espada                    | - Lançamento: 1998 - Formatos: CD - Gravadora: Mercury Records                |                |
| Amor de Verdade                        | - Lançamento: 1999 - Formatos: CD - Gravadora: Mercury Records                | - PMB: Ouro    |
| Paulo Ricardo                          | - Lançamento: 2000 - Formatos: CD - Gravadora: Universal Music                |                |
| Prisma                                 | - Lançamento: 2006 - Formatos: CD, download digital - Gravadora: EMI          |                |
| Novo Álbum                             | - Lançamento: 2016 - Formatos: LP, CD, Streaming - Gravadora: Universal Music |                |
| Voz, Violão & Rock 'n' Roll (Acústico) | - Lançamento: 2023 - Formatos: Streaming - Gravadora: PRMusic                 |                |

#### Álbuns ao vivo
| Álbum                                    | Detalhes                                                                      | Vendas                |
| ---------------------------------------- | ----------------------------------------------------------------------------- | --------------------- |
| Acoustic Live                            | - Lançamento: 2005 - Formatos: CD, DVD - Gravadora: EMI                       | - : 45 000 (CD e DVD) |
| Toquinho e Paulo Ricardo cantam Vinicius | - Lançamento: 2020 - Formatos: Streaming - Gravadora: PRMusic                 |                       |
| Sex on the Beach (Ao Vivo)               | - Lançamento: 2022 - Formatos: Streaming - Gravadora: PRMusic \| Canal Brasil |                       |

#### EPs
| Álbum                      | Detalhes                                                      | Vendas |
| -------------------------- | ------------------------------------------------------------- | ------ |
| Paulo Ricardo canta Cazuza | - Lançamento: 2019 - Formatos: Streaming - Gravadora: PRMusic |        |

#### Coletâneas
| Álbum      | Detalhes                                                       | Certificados |
| ---------- | -------------------------------------------------------------- | ------------ |
| Millennium | - Lançamento: 1999 - Formatos: CD - Gravadora: Universal Music | - PMB: Ouro  |

### Com PR.5

#### Álbuns de estúdio
| Álbum   | Detalhes                                                                     | Vendas |
| ------- | ---------------------------------------------------------------------------- | ------ |
| Zum Zum | - Lançamento: 2004 - Formatos: CD, Streaming - Gravadora: Bola8 \| Som Livre |        |

### Trilhas em Novelas
| Ano  | Música                                       | Álbum                     |
| ---- | -------------------------------------------- | ------------------------- |
| 1989 | "Indo e Vindo (One For The Road)"            | Tieta (telenovela)        |
| 1993 | "Gênese" Com RPM (banda)                     | Olho no Olho              |
| 1994 | "Desperate Lovers" Com Marta Sánchez         | A Viagem (1994)           |
| 1996 | "Baby"                                       | Vira Lata (telenovela)    |
| 1997 | "Felicidade (Love Of My Life)"               | A Indomada                |
| 1998 | "Dois"                                       | Corpo Dourado             |
| 1998 | "Tudo Por Nada (My Heart Can't Tell You No)" | Pérola Negra (telenovela) |
| 1999 | "Sonho Lindo"                                | La Usurpadora             |
| 1999 | "Não Há Dinheiro Que Pague"                  | Andando nas Nuvens        |
| 2000 | "Amor de Verdade"                            | Malhação (7.ª temporada)  |
| 2000 | "Vida Real (Leef)" Com RPM (banda)"          | Big Brother Brasil        |
| 2001 | "Imagine"                                    | Estrela-Guia              |
| 2002 | "Onde Está O Meu Amor?" Com RPM (banda)"     | Esperança (telenovela)    |
| 2004 | "Eu Quero Te Levar" Com PR.5                 | Como uma Onda             |
| 2006 | "Beautiful Girl"                             | Páginas da Vida           |

## Prêmios e indicações
- Grammy Latino

| Ano  | Categoria                      | Indicação | Resultado |
| ---- | ------------------------------ | --------- | --------- |
| 2007 | Melhor Álbum Pop Contemporâneo | Prisma    | Indicado  |

- Troféu Imprensa

| Ano  | Categoria     | Indicação     | Resultado |
| ---- | ------------- | ------------- | --------- |
| 1999 | Melhor Cantor | Paulo Ricardo | Indicado  |